# Auxerre
Auxerre (pron. /oˈsɛʁ/) è una città francese di 35 236 abitanti capoluogo del dipartimento della Yonne nella regione della Borgogna-Franca Contea.
Posta lungo il fiume Yonne, è una città di origini antiche che vanta un centro storico d'impronta medievale ben preservato nel quale spiccano due monumenti: la grande cattedrale gotica con la sua imponente facciata e la sua torre in stile fiammeggiante e l'antica abbazia Saint-Germain, romanica e gotica, famosa per la sua cripta ricoperta di affreschi d'epoca carolingia (IX secolo), tra i più antichi conservati in Europa. Sepolcro di San Germano, l'abbazia era un'importante meta di pellegrinaggio fin dall'Antichità tardiva. Auxerre è inoltre sede di un importante centro di ricerche sul Medio Evo.
La città ospita tre musei, che riuniscono collezioni di belle arti, archeologia, storia del territorio e tradizioni locali e scienze naturali. È nel museo di Auxerre che fu ritrovata un'importante statua greca d'epoca arcaica, appunto conosciuta come la Dama di Auxerre, oggi uno dei capolavori del museo del Louvre a Parigi.
Nei pressi di Auxerre si trova la regione di Chablis, dove viene prodotto il vino omonimo, uno dei più pregiati vini della Borgogna, mentre intorno a la città si trovano i vigneti dell'Auxerrois.
In Francia, la città è nota per la squadra di calcio, l'Association de la Jeunesse Auxerroise, che ha vinto il campionato nazionale nel 1996, militando poi in varie coppe europee, e il suo storico allenatore Guy Roux.

## Monumenti
- Cattedrale Saint-Étienne
- Chiesa di Saint-Germain d'Auxerre
- Torre dell'orologio
- Chiesa di Saint-Eusèbe
- Chiesa di Saint-Pierre

## Infrastrutture e trasporti

### Ferrovie
La stazione ferroviaria principale della città è la Stazione di Auxerre-Saint-Gervais.

## Società

### Evoluzione demografica
Abitanti censiti

## Sport
La squadra di calcio locale, l'Auxerre, milita nella Ligue 1, la prima serie del campionato francese. Il club ha vinto il campionato francese nella stagione 1995-96.

## Amministrazione

### Gemellaggi
- Redditch
- Worms
- Greve in Chianti
- Płock
- Roscoff
- Saint-Amarin
- Varaždin